# IEEE 802.11k-2008
IEEE 802.11k-2008 또는 IEEE 802.11k는 전파 자원 관리를 위한 IEEE 802.11 표준의 수정판이다. 802.11k는 모바일 무선 근거리 통신망(WLAN)의 유지와 관리를 가능하게 하기 위해 전파 및 네트워크 정보를 정의한다.

## 전파 자원 관리
IEEE 802.11k와 IEEE 802.11r은 WLAN 환경에서 끊김 없는 기본 서비스 세트(BSS) 변환을 가능하게 하는 개발로서 중요한 산업 표준이다.

## 같이 보기
- IEEE 802.11r
- IEEE 802.11v